# Casting
Casting er en ofte længerevarende proces med henblik på udvælgelse af de rette skuespillere til rollerne i en film, reklame mm.
Hver film har sine karakterer, som nøje skal spilles af de helt rigtige skuespillere. Der er ikke tale om at man skal finde den "bedste" skuespiller, men den "rigtige" skuespiller til rollen. Castingen af skuespilleren til rollen er kompleks. Castingen af skuespilleren foregår oftest over nogle gange for at afdække, afprøve og teste om skuespilleren har de fornødne skuespillermæssige færdigheder det kræver at spille rollen, men også om skuespilleren passer til den karakter (type) som fordres for at passe ind i den helhed og illusion som film skal fremvise. Skuespilleren skal ud over at kunne spille rollen passe ind i filmens kontekst og form, for ikke at støje, og passe sammen med de øvrige skuespillere (cast). At finde det rette samlede cast er en omfattende opgave, på lige fod med alle de andre dele i en filmproduktion for at det endelige resultat står lysende klart. I modsætning til en audition, der primært har til formål, at se hvordan skuespilleren kommer ud over scenekanten. Castingen bliver man typisk filmet, så kan casteren finde den, der også gør sig bedst foran kameraet.
Valget af den "rigtige" skuespiller er derfor en vigtig proces for filmens endelig udtryk. Skuespilleren er dem der formidler filmens budskab og laves der fejl i castingprocessen, i forståelsen af, at man ikke finder den "rigtige" skuespiller, tager hele filmen skade fordi det forstyrrer vores oplevelse af filmen. Skuespillerens ageren må ikke forstyrre historien og vi må helst ikke mens vi er beskueende, tænke over om skuespilleren er det rette valg.